# Gilów (województwo świętokrzyskie)
Gilów – wieś w Polsce, położona w województwie świętokrzyskim, w powiecie skarżyskim, w gminie Bliżyn. W roku 2011 wieś liczyła 378 mieszkańców.
| SIMC    | Nazwa      | Rodzaj    |
| ------- | ---------- | --------- |
| 0228430 | Koło Szosy | część wsi |
| 0228447 | Pod Lasem  | część wsi |
| 0228453 | Za Rzeką   | część wsi |

W latach 1975–1998 miejscowość administracyjnie należała do województwa kieleckiego.
Wierni Kościoła rzymskokatolickiego należą do parafii św. Ludwika w Bliżynie.